# Lee Godwin
Lee Godwin, född 1986, är en brittisk skådespelare och stuntman. Han spelade rollen som spöket Wiliam the shoeshine boy i The ghost hunter.

## Filmografi
- The Ghost Hunter, 2000